# Estigmatinos
La Congregación de los Sagrados Estigmas de Nuestro Señor Jesucristo, conocidos también como Congregación de los Estigmatinos, fue fundada por san Gaspar Bertoni con el carisma de ser misioneros apostólicos.
La congregación fue fundada en 1816 y su fundador fue canonizado por Juan Pablo II en 1989. Los estigmatinos aplican su predicación con especial atención a la juventud, dedicándose a la predicación y a la formación del clero. Están comprometidos en la misión y anuncio del Evangelio en América, África, Asia y Europa.

## Carisma estigmatino
El carisma estigmatino es un carisma de: "misioneros apostólicos al servicio de los obispos" con 7 áreas de trabajo:
- Misiones apostólicas
- Educación cristiana de la juventud
- Atención a los eclesiásticos
- Predicación de la palabra
- Dirección espiritual
- Formación de seminaristas
- Apertura para las necesidades de la Iglesia en la diócesis y en el mundo.

## Miembros Ilustres
- P. Gaspar Bertoni, fundador, santo
- P. Riccardo Tabarelli, teólogo ([1])
- P. Cornelio Fabro, gran filósofo tomista
- Mons. Tarcisio Martina, visitador apostólico en China
- Giancarlo Maria Bregantini, C.S.S. (arzobispo de Campobasso-Boiano).
- Fernando Antônio Brochini, C.S.S. (arzobispo de Jaboticabal).
- Antônio de Souza, C.S.S. (arzobispo emérito de Assis).
- Antônio Alberto Guimarães Rezende, C.S.S. (arzobispo emérito de Caetité).
- Mauro Montagnoli, C.S.S. (obispo de Ilhéus).
- José Alberto Moura, C.S.S. (arzobispo de Montes Claros).
- José Geraldo Oliveira do Valle, C.S.S. (Obispo emérito de Guaxupé).
- Giuseppe Pasotto, C.S.S. (obispo-administrador apostólico del Caucaso).
- João Carlos Seneme, C.S.S. (obispo auxiliar de Curitiba).
- Moacyr José Vitti, C.S.S. (arzobispo de Curitiba).

## Presencia mundial
Los estigmatinos están presentes en:
- África del sur
- Alemania
- Brasil
- Botsuana
- Chile
- Costa de Marfil
- Estados Unidos (Massachusetts, Nueva York, California)
- Filipinas
- Georgia
- India
- Inglaterra
- Italia
- Paraguay
- Tailandia
- Tanzania

## Patronos
Los patronos de los estigmatinos son santa María y san José.